# Marlon James
Marlon James (ur. 24 listopada 1970 w Kingston) – powieściopisarz jamajski, w roku 2015 został jako pierwszy w historii Jamajczyk – laureatem Nagrody Bookera za swą trzecią powieść pt. Krótka historia siedmiu zabójstw.

## Życiorys
Marlon James urodził się w Kingston na Jamajce, oboje rodzice pracowali w tamtejszej policji (matka jako detektyw, ojciec jako prawnik). W 1991 roku James ukończył studia w dziedzinie języka i literatury na University of the West Indies, a w 2006 roku uzyskał tytuł magistra w zakresie creative writing na Wilkes University, prywatnej uczelni w stanie Pensylwania. Od roku 2007 uczy języka angielskiego oraz kreatywnego pisania w Macalester College w Saint Paul.
Jako powieściopisarz zadebiutował w 2005 roku powieścią John Crow’s Devil opisującą historię biblijnych zmagań w realiach odległej jamajskiej wioski roku 1957. Powieść tę różni wydawcy odrzucali wcześniej 78 razy, a po opublikowaniu znalazła się m.in. wśród finalistów Los Angeles Times Book Prize oraz the Commonwealth Writers Prize. Jego druga powieść, Księga nocnych kobiet (ang. The Book of Night Women) z roku 2009, opisuje bunt niewolnic na jamajskiej plantacji na początku XIX wieku. Trzecia powieść, wydana w 2014 roku Krótka historia siedmiu zabójstw (ang. A Brief History of Seven Killings) – zainspirowana próbą zabójstwa Boba Marleya w latach 70. XX w., przedstawiająca trzy dekady burzliwej historii Jamajki z perspektywy wielu narratorów – została wyróżniona w 2015 roku OCM Bocas Prize for Carribean Literature w kategorii fikcji literackiej, a następnie Nagrodą Bookera. W przypadku tej ostatniej nagrody, James jest pierwszym w historii wyróżnionym nią pisarzem jamajskim, a drugim pochodzącym z Karaibów (po urodzonym na Trynidadzie V.S. Naipaulu, który został jej laureatem w 1971 roku).

## Twórczość

### Powieści
- John Crow’s Devil (2005; polskie wydanie: Diabeł Urubu, tłum. Robert Sudół, Wydawnictwo Literackie, Kraków 2019)
- The Book of Night Women (2014; polskie wydanie: Księga nocnych kobiet, tłum. Robert Sudół, Wydawnictwo Literackie, Kraków 2016[11])
- A Brief History of Seven Killings (2014; polskie wydanie: Krótka historia siedmiu zabójstw, tłum. Robert Sudół, Wydawnictwo Literackie, Kraków 2016)
- Black Leopard, Red Wolf (2019; pierwsza część trylogii Dark Star; polskie wydanie: Czarny lampart, czerwony wilk, tłum. Robert Sudół, wydawnictwo Echa – imprint Czarnej Owcy, Warszawa 2021[12])
- Moon Witch, Spider King (2022; druga część trylogii)[13]

## Nagrody i odznaczenia
- 2009 – finalista National Book Critics Circle Award za powieść Księga nocnych kobiet[14]
- 2010 – Dayton Literary Peace Prize w kategorii fikcji literackiej za powieść Księga nocnych kobiet[15]
- 2010 – Minnesota Book Award (w kategorii „Powieść i Opowiadanie”) za Księgę nocnych kobiet[16]
- 2013 – Musgrave Medal(inne języki), srebrny medal przyznany przez the Institute of Jamaica(inne języki)[17]
- 2014 – finalista National Book Critics Circle Award(inne języki) za powieść Krótka historia siedmiu zabójstw[18]
- 2015 – Anisfield-Wolf Book Award w kategorii fikcji literackiej za Krótką historię siedmiu zabójstw[19]
- 2015 – OCM Bocas Prize for Caribbean Literature (w kategorii fikcji literackiej) za Krótką historię siedmiu zabójstw[8]
- 2015 – Nagroda Bookera za Krótką historię siedmiu zabójstw[20][7]
- 2020 – Nagroda Locusa za Black Leopard, Red Wolf[21]